# Santa Cruz Fundacional (Santa Cruz de Tenerife)
La Santa Cruz, Santa Cruz Fundacional o Cruz de la Conquista, es una cruz-reliquia que se venera solemnemente en la Iglesia Matriz de Nuestra Señora de la Concepción de la ciudad de Santa Cruz de Tenerife (Islas Canarias, España).

## Características
Se trata de un madero realizado en pino gallego, del que la tradición asegura que fue portado por el Adelantado Alonso Fernández de Lugo cuando presidió la primera misa católica celebrada en la isla, que daba inicio a la fundación del Real de la Santa Cruz, el 3 de mayo de 1494. Históricamente siempre ha sido la reliquia más venerada de la ciudad. La Santa Cruz se venera en el altar mayor del templo, flanquean a la reliquia las imágenes de los dos santos canarios el Santo Hermano Pedro de San José de Betancur y San José de Anchieta.
La Santa Cruz ha sido desde entonces el símbolo que ha identificado a la ciudad, apareciendo su imagen en su escudo heráldico. La Cruz Fundacional tiene de hecho, similar significado para la ciudad de Santa Cruz de Tenerife que la Cruz de los Ángeles para la capital de Asturias, Oviedo. Cruz esta última que también aparece representada en el escudo de la ciudad asturiana.
La Cruz Fundacional fue el primer objeto religioso que se veneró en la ciudad conjuntamente con la imagen de la Virgen de la Consolación también traída en la conquista por Fernández de Lugo y que presidió junto a la Santa Cruz la fundación de la urbe. Ambas devociones: La Cruz y la Virgen de la Consolación ostentan el patronazgo de la ciudad de Santa Cruz de Tenerife, junto a Santiago el Mayor. La Fiesta de la Cruz se celebran cada 3 de mayo con numerosas actividades por toda la ciudad. Entre las tradiciones más arraigadas por los santacruceros durante estos días destaca la de enflorar distintas cruces colocadas por las calles de la capital.

## Historia
Tras la fundación de la ciudad el 3 de mayo de 1494, la Santa Cruz permaneció a la intemperie durante décadas, en el punto exacto en donde el conquistador de Tenerife, Alonso Fernández de Lugo, "clavó" la cruz a tierra tras el desembarco de las tropas castellanas. Hasta que más tarde a mediados del siglo XIX, fue trasladada al Hospital provincial de Nuestra Señora de los Desamparados, para una mejor conservación de la misma.
Más tarde, la Cruz fue depositada en una pequeña y recoleta ermita erigida en el lugar de la fundación de la ciudad. Dicho templo es la actual Ermita de San Telmo, situada en el barrio de El Cabo, no muy lejos de la Iglesia Matriz de la Concepción.
La primera procesión de la Cruz Fundacional tuvo lugar en el año 1867, saliendo de la Ermita de San Telmo y recorriendo las engalanadas calles del barrio del Cabo. Por la noche hubo paseo y música en la plaza de la ermita, quemándose diversos fuegos artificiales. Durante esta época, la Santa Cruz era trasladada a la Iglesia de la Concepción, para después regresar a San Telmo.
En la citada procesión cívica, los 22 concejales del Ayuntamiento usaron por primera vez unas medallas autorizadas por Real Orden de Su Majestad. Estas medallas, fabricadas en París, pendían del cuello en una cinta con los colores nacionales. Eran de plata sobredorada y tenían el siguiente lema: Ayuntamiento Constitucional de Santa Cruz de Tenerife. El Pendón de ese año también era nuevo, lujosísimo, confeccionado en Sevilla con todos los requisitos de que había carecido el anterior.

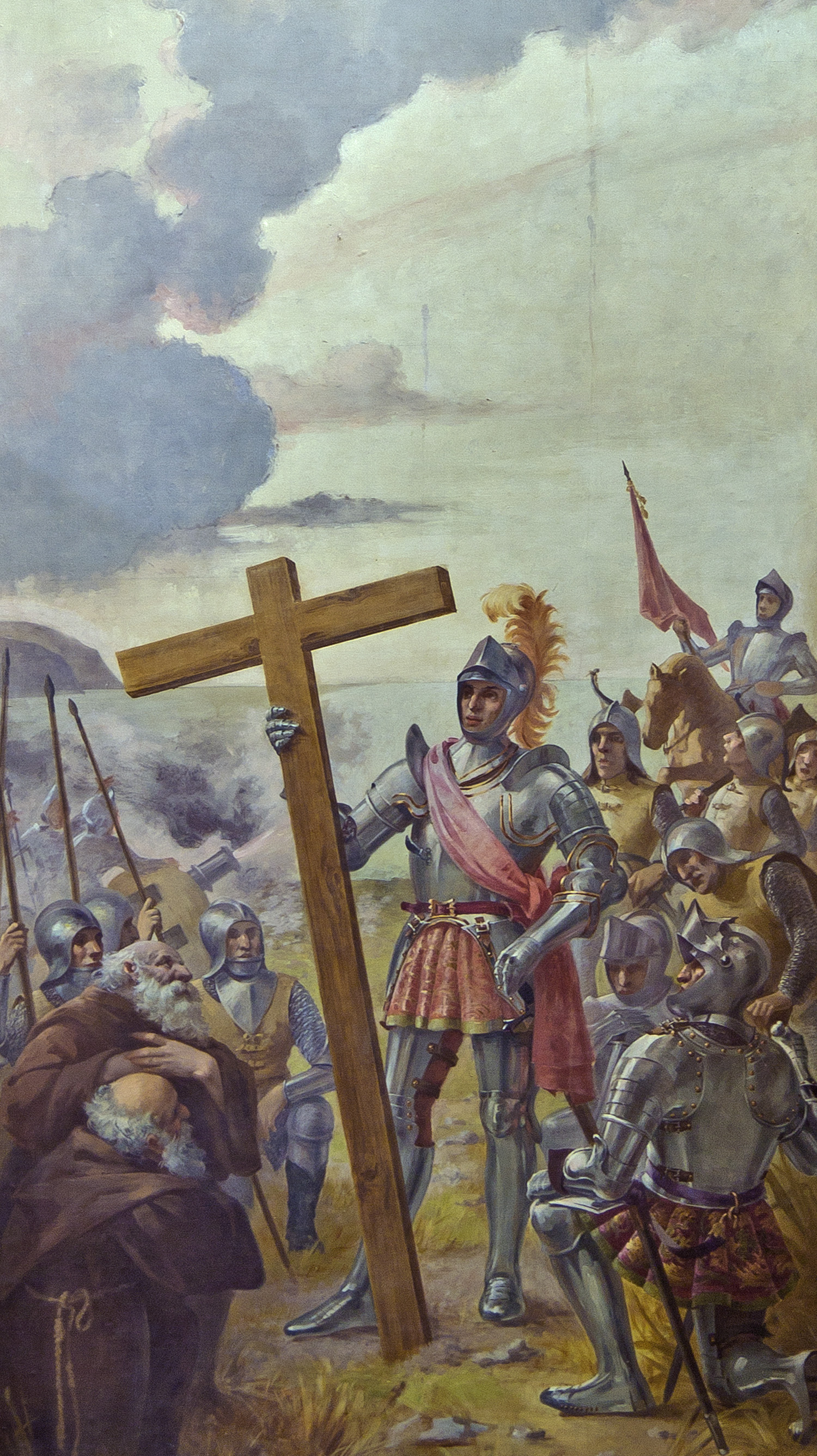
Alonso Fernández de Lugo funda la ciudad de Santa Cruz de Tenerife. Pintura situada en el Parlamento de Canarias en Santa Cruz de Tenerife. En esta pintura se ve cómo el conquistador porta la Santa Cruz.

Un periódico de aquellos años decía: "porque aquella Cruz que hoy vemos envejecida y carcomida por la acción del tiempo fue la que hizo irradiar en nuestras bronceadas montañas la luz del Evangelio y llevó al corazón de nuestros mayores la fe, la esperanza y la caridad. Nadie más que el Ayuntamiento debe ser el celoso depositario de aquella venerada reliquia y su primer cuidado debe ser el de acordar que sea incrustada convenientemente en buena madera, pues el estado de vejez en que ya se encuentra, no permite que resista entera mucho más, que harto ha resistido, gracias a estar construida de pino gallego que es de mucha duración".
El 2 de mayo de 1873, la Cruz Fundacional viene en procesión, por primera vez al centro de la ciudad. Desde la Ermita de San Telmo fue llevada a la Iglesia de San Francisco de Asís, donde quedó custodiada hasta el día siguiente, en que regresó. La procesión se calificó de espectáculo grandioso.
Fue a partir de 1896, cuando la Santa Cruz Fundacional fue trasladada de manera definitiva a la parroquia matriz de la ciudad, la Iglesia de la Concepción, donde aún permanece y recibe intenso culto.

## Fiestas de Mayo
Las primeras Fiestas de Mayo fueron celebradas en 1890. La misa de campaña se celebró en la Plaza de San Telmo, en conmemoración de la primera misa que se dijo en el mismo sitio y ante la misma Cruz. Asistieron todas las tropas de la guarnición, la guardia provincial y la marinería del crucero Isla de Cuba.
En las fiestas de 1892, la ya tan antigua y carcomida Cruz Fundacional estrenó un valioso relicario de madera y níquel, en cuya parte posterior figuraba el escudo de Santa Cruz y una inscripción que decía: "Aquí se encierra la Cruz colocada por el conquistador de Tenerife don Alonso Fernández de Lugo, en el altar ante el cual se celebró por primera vez el Santo Sacrifico de la Misa en las playas de Añaza, el 3 de mayo de 1494. Fue costeado por el Excmo. Ayuntamiento de Santa Cruz de Tenerife en 1892. In Hoc Signo Vinces".
Las Fiestas de Mayo de 1894 tuvieron un carácter excepcional pues se conmemoraba el IV Centenario de la Conquista y Fundación de la ciudad. Fueron las más brillantes de las celebradas hasta ese momento. Las calles del centro de la ciudad estaban decoradas con artísticos arcos para que procesionara la Cruz Fundacional, a la que acompañan fuerzas del ejército.
El número culminante de estas fiestas fue la entrega al Ayuntamiento de Santa Cruz, de la Cruz de Primera Clase de la Orden Civil de Beneficencia, con el título de Muy Benéfica, con galardón y cinta, por el excepcional comportamiento de sus habitantes durante la epidemia de cólera de 1893. Fue concedida por la reina regente María Cristina de Austria, madre de Alfonso XIII, mediante un decreto firmado el 23 de abril de 1894. Fue durante esta epidemia, cuando la ciudad diezmada por la enfermedad acudió a la veneradísima imagen del Señor de las Tribulaciones, para pedir por la salud de la ciudad, milagro que fue concedido al sacar en procesión a dicha imagen por las calles de la capital.
En la actualidad, cada 3 de mayo, se realiza la solemne procesión de la Santa Cruz por las calles circundantes a la Iglesia de la Concepción. A esta procesión acuden los miembros del Ayuntamiento en Pleno, el obispo de la Diócesis Nivariense, el presidente del Cabildo Insular de Tenerife, y las máximas autoridades civiles y militares.